# 보랭의 성모
보랭의 성모는 벨기에 보랭에서 서른세 번에 걸쳐 발현한 성모 마리아를 일컫는 말로, 1932년 11월에서부터 1933년 1월까지 9~15세 가량의 어린이 다섯 명에게 발현하였다. 그들은 두 명의 자매인 앙드레 드쟝브르(당시 14세)와 질베르트 드쟝브르(9세), 그리고 또 다른 형제자매인 페르난드 브와쟝(15세), 질베르트 브와쟝(13세), 알베르 브와쟝(11세)이다. 성모 마리아가 발현하였다는 소식이 전해지자 세계 각지에서 순례자들이 벨기에 남부에서 가난하고 작은 규모의 마을인 보랭에 모여들었고, 기적적으로 치유된 사례가 현저하게 증가하였다.

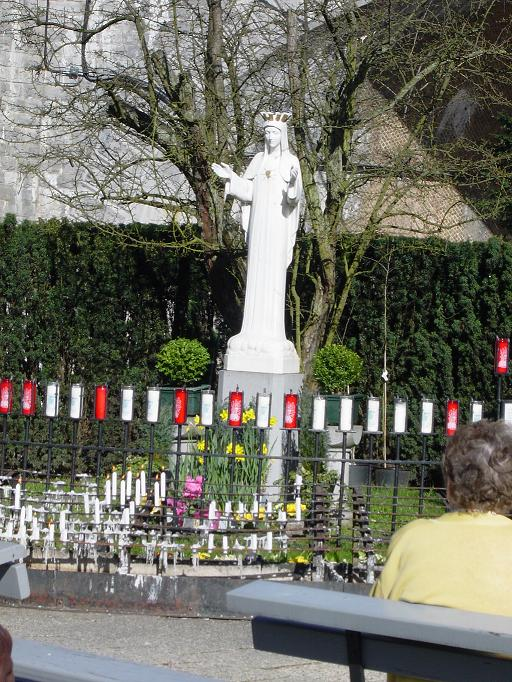
보랭의 성모상

아이들의 진술에 따르면, 순백의 옷에 황금빛으로 빛나는 왕관을 쓴 아름다운 부인이 구름을 타고 나타나 자신을 원죄 없이 잉태된 동정녀라고 밝혔으며 이곳에 많은 사람이 순례를 오도록 성당을 지어줄 것을 요청하였다. 부인은 또한 아이들에게 “기도하여라. 기도하여라. 많이 기도하여라.”라고 말하면서 두 팔을 펼쳤는데 가슴에 빛줄기가 뿜어져 나오는 황금빛 심장이 드러났다.
마지막 발현 때, 성모 마리아는 어린이들 각자에게 따로 말하였다. 앙드레 드쟝브르에게는 “나는 천주의 성모이며 하늘의 모후이다. 항상 기도하여라. 잘 있어라.”라고 말하였다. 질베르뜨 브와쟝에게는 “나는 죄인들을 회개시키겠다. 잘 있어라.”하고 말하였다. 알베르트 브와쟝과 질베르트 드쟝브르에게는 단순히 “잘 있어라.”라고 말하였다. 페르난드 브와쟝에게는 다음과 같은 문답을 나누었다. “너는 나의 아들을 사랑하느냐?” “예.” “너는 나를 사랑하느냐?” “예.” “너는 나를 위해 너 자신을 희생하라.” 그리고 성모는 작별의 표시로 페르난드에게 황금빛으로 빛나는 자신의 성심을 보여주며 “잘 있어라.”하고 말한 후, 사라졌다.
보랭에서의 성모 발현은 1949년 교황청이 공식 인가하였다.